# Hormuz Ø
Hormuz ø (tillige stavet Hormoz, Hurmus og tidligere Ormus) er en iransk ø i den Persiske Bugt, beliggende i Hormuzstrædet og en del af Hormozgān-provinsen. Øens areal er 42 km2. Den beboelige del danner en 5,5 km lang og 3,7 km bred med salt mættet slette og havde i 1888 knapt 300 indbyggere, før 1. verdenskrig under den kølige årstid omkring 1.000 indbyggere, ellers færre.
Hormoz øen er opbygget af sedimentære bjergarter og lag af vulkansk materiale (dolerit og trakyt med store lag af rød okker, som i århundreder var en vigtig eksportartikel og endnu i begyndelsen af det 20. århundrede eksporteredes til England (således i 1906-07 10.000 ton). Det højeste punkt ligger 186 meter over havet. Som følge af fordampning er jord og vand yderst saltholdige. Specialister har formået at få Avicennia marina (et mangrovetræ) til at vokse under disse betingelser. Manglen på ferskvand er modvirket ved oprettelsen af en iransk underjordisk rørledning fra fastlandet.

## Historie
Byen Ormus lå oprindeligt på den modliggende kyst (rester findes endnu flere km fra havet, ved en liden bæk, som står i forbindelse med Minab) og omdøbtes af Alexander den stores admiral Nearchos. Anfaldet af mongolerne flyttede indbyggerne omkring år 1300 til øen Jerun og anlagde en ny stad, som snart kunne samle store rigdomme, idet den ved sit fuldstændige herredømme over sundet beherskede Irans samt Eufrat-Tigris-landenes handel med Indien. I september 1507 gjorde den portugisiske opdagelsesrejsende Afonso de Albuquerque på sin rejse til Indien øen skatteskyldig under Portugal, og 1515 tog han den i besiddelse samt lod byen befæste med et fort, kaldet Fort of Our Lady of the Conception. Øen blev en vigtig del af det portugisiske koloniimperium. Portugiserne var der efter herrer ved Den Persiske Bugt og på Det Indiske Ocean overhovedet, og byen Ormus betragtedes som en stapelplads for Orientens rigdomme. 1622 erobredes staden af shah Abbas i Persien med englændernes hjælp og ødelagdes. I midten af 1600-tallet kom øen under imamen af Maskat, men tilhør nu atter Iran.

## Billeder
- Hormoz Island
- The Fort of Our Lady of the Conception, Hormoz Island, Iran
- Hara forests at Hormoz Island